# فعل کمکی اصلی در زبان انگلیسی
فعل کمکی اصلی یا فعل معین (auxiliary verbs) معمولاً قبل از یک فعل دیگر (فعل اصلی) در جمله قرار می‌گیرند و کارشان کمک به فعل اصلی جمله در تشکیل عبارات فعلی می‌باشد. افعال کمکی به دو دسته فعل‌های کمکی اصلی (مثل be, have, do) و فعل‌های کمکی وجهی (must,
ought to ,would ,used to, shall, should, may, might, can, be able to, have (got) to, could, will) تقسیم می‌شوند.

## افعال کمکی در زبان انگلیسی
زبان انگلیسی چهار فعل کمکی اصلی دارد. این افعال عبارتند از: be, do, have و will

### موارد استفاده از افعال کمکی
توانایی:
Can:بر توانایی در زمان حال دلالت دارد و گذشته آن Could است.
David can drive.
l
Should,Ought to:برای نصیحت کردن یا توصیه دادن به کسی برای انجام کاری از این دو فعل کمکی استفاده می‌کنیم و از had better در توصیه‌های ضروری تر استفاده می‌کنیم.
.You should brush your teeth every night
.He ought to study more
.We'd better not smoke
(We'd مخفف We had)
ضرورت
Must,Have to:از این دو فعل کمکی برای ضرورت استفاده می‌شود. Must در مواقعی که یک شخص قدرتی دارد یا یک عمل را برای شخصی بسیار ضروری می‌داند استفاده می‌شود و از Have to در صحبت‌های عامیانه بیشتر استفاده می‌شود. از Had to و will have to در زمان گذشته و آینده برای و برای سوم شخص از Has to استفاده می‌کنیم.
.You must be there at 2A.M
.You mustn't be lazy
.She has to help him
- از Have got to یا Gotta در صحبت‌های عامیانه بسیار استفاده می‌شود.

امکان
May:از این فعل کمکی زمانی که ۵۰% از چیزی مطمئن هستیم استفاده می‌کنیم.
.I may go there
Might,Could:از این دو فعل کمکی زمانی که ۲۰% از چیزی مطمئن هستیم استفاده می‌کنیم.
.They might be killed
Must,Can't,Couldn't:از این افعال زمانی که از اتفاق افتادن عملی ۹۰٪ اطمینان داریم استفاده می‌کنیم ولی از Must در موارد مثبت و از دو فعل دیگر در موارد منفی استفاده می‌کنیم.
.It couldn't be John!He was out
حدس و گمان
نسبت به اطمینان ما به یک مطلب از افعال couldn't, can't, must,have(got)to,may,might از چپ به راست از ۱۰۰٪ تا ۰٪ برای حدس زدن در مورد آن مطلب استفاده می‌کنیم.
.Jimmy might be absent today.He is sick

### فعل کمکی be
فعل کمکی یا معین (auxiliary verbs) معمولاً قبل از یک فعل دیگر (فعل اصلی) در جمله قرار می‌گیرند و کارشان کمک به فعل اصلی جمله در تشکیل عبارات فعلی می‌باشد.
افعال کمکی را می‌توان به دو دسته تقسیم نمود:
| افعال کمکی اصلی       | be, have, do |           |           |                    |                                                         |            |
| افعال کمکی وجهی       | \| must ought to used to \| shall should \| may might \| can could \| have(got)to had to \| be able to instead of be we use the suitable form of it \| will would \| |           |           |                    |                                                         |            |
| must ought to used to | shall should | may might | can could | have(got)to had to | be able to instead of be we use the suitable form of it | will would |

ویژگی‌های افعال کمکی
الف) افعال کمکی اصلی
حالت سوم شخص مفرد (-s form)، گذشته ساده و اسم مفعول (قسمت سوم فعل) آن‌ها نامنظم (بی‌قاعده) است:
| PAST PARTICIPLE | PAST TENSE         | -S FORM     | be: have: do: |
| been had done   | was / were had did | is has does | be: have: do: |

ب) افعال کمکی وجهی
۱- در حالت سوم شخص مفرد (بر خلاف افعال معمولی) -s نمی‌گیرند:
- She can play the piano quite well. (not: She ...)
- He must work harder. (not: He ...)

۲- در جملات پرسشی و منفی، از فعل کمکی دیگری استفاده نمی‌کنند:
- What would you buy if you won the lottery? (not: ...)

۳- هیچگاه to بعد از آن‌ها قرار نمی‌گیرد (به استثنای ought to و used to):
- You should phone the police immediately. (not: ...)

۴- هیچگاه -ed یا -ing نمی‌گیرند:
, 
5- هیچگاه با همدیگر به کار برده نمی‌شوند:
قابلیت‌های مختلف افعال کمکی
۱- برای منفی کردن یک جمله کافی است پس از فعل کمکی، not اضافه کنید یا از حالت مخفف آن استفاده کنید:
She will come → She will not (won't) come.
۲- برای پرسشی کردن یک جمله، فعل کمکی را قبل از فاعل جمله قرار دهید:
She will come → Will she come?
۳- گاهی می‌توان فعل اصلی پس از فعل کمکی را حذف کرد به شرط آنکه معنی آن (با توجه به شرایط) واضح باشد:
- 'Will she come tonight?' 'No, she can't.' (='she can't come.')
- 'I've never been to China. Have you?'

### فعل کمکی have
فعل have هم می‌تواند به عنوان فعل اصلی یا کمکی در جمله مورد استفاده قرار گیرد. فعل have هم یک فعل بی‌قاعده است. از فعل have به عنوان فعل کمکی برای ساختن زمان‌های کامل، در حالت معلوم و مجهول استفاده می‌شود.
در صورتی که بخواهیم مالکیت را نشان دهیم، می‌توانیم از فعل have به عنوان فعل اصلی استفاده کنیم. البته در انگلیسی برتانیایی برای مالکیت هم از ترکیب فعل have با got استفاده می‌شود. (در واقع have باز هم فعل کمکی است)

### فعل کمکی do
فعل do هم می‌تواند فعل اصلی یا کمکی در جمله باشد. این فعل هم یک فعل بی‌قاعده است. از فعل do به عنوان فعل کمکی برای ساختن جملات منفی و سؤالی در زمان‌های حال ساده(do و does) و گذشته ساده(did) استفاده می‌شود. از فعل do به عنوان فعل اصلی هم در کاربردهای مختلف استفاده می‌شود. در صورتی که بخواهیم این جملات را سؤالی یا منفی کنیم یک فعل کمکی دیگر به جمله اضافه می‌کنیم.

### فعل کمکی will
فعل will تنها می‌تواند به عنوان فعل کمکی در جمله مورد استفاده قرار گیرد. Will به عنوان فعل کمکی زمان آینده ساده کاربرد دارد. به یاد داشته باشید که منفی آن یعنی will not قابلیت مخفف شدن به willn’t را ندارد و شکل درست مخفف آن در حالت منفی کلمه won’t می‌باشد.
They will be there at noon.
They won’t be there at noon.